# Thực dưỡng

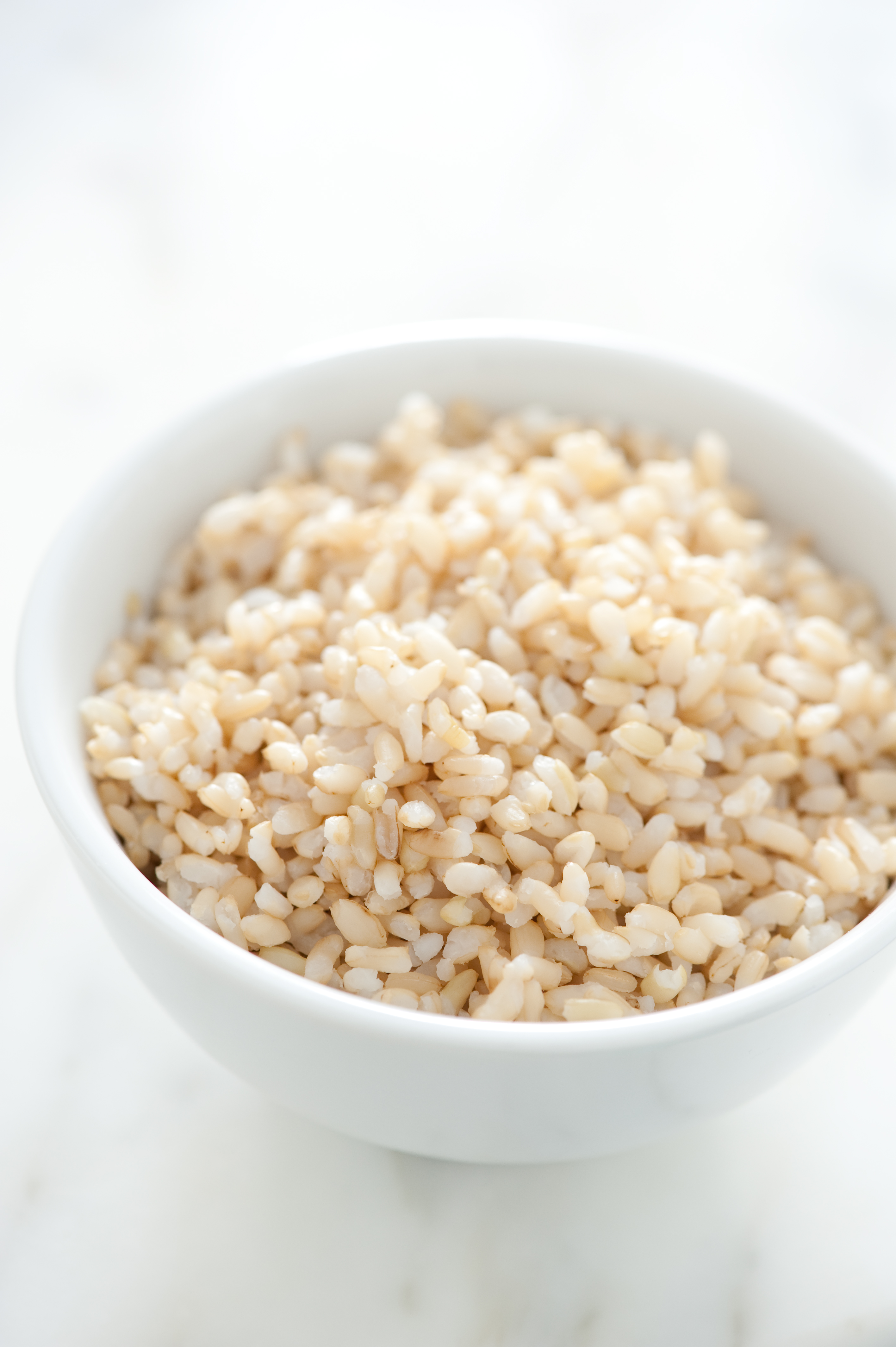
Gạo lứt cùng với muối mè, một trong những nền tảng quan trọng của phương pháp thực dưỡng

Thực dưỡng (tiếng Anh: macrobiotic diet hoặc macrobiotics, xuất phát từ tiếng Hy Lạp: μακρός có nghĩa là "lớn" và βίος là "đời sống") là một chế độ ăn kiêng hợp mốt (fad diet) và dưỡng sinh một cách cố định dựa trên các ý tưởng về các loại thực phẩm được rút ra từ Thiền tông. Chế độ ăn uống này cố gắng cân bằng các yếu tố âm dương của thực phẩm và của dụng cụ nấu nướng. Nguyên tắc chính của chế độ ăn uống thực dưỡng là giảm các thực phẩm từ động vật, ăn thực phẩm được trồng tại địa phương đang trong mùa và tiêu thụ bữa ăn trong chừng mực.
Điểm hội tụ của triết lý và thực hành nằm chính yếu ở thực phẩm và sự ăn uống.
Hiện tại, không có bằng chứng khoa học chất lượng cao nào chỉ ra chế độ ăn uống thực dưỡng là mang lại lợi ích đặc biệt cho những người mắc bệnh ung thư hay bất kỳ bệnh nào khác, và thậm chí nó có thể gây hại.  
Cả Hiệp hội Ung thư Hoa Kỳ và Tổ chức Nghiên cứu Ung thư Vương quốc Anh đều khuyên không nên áp dụng chế độ ăn kiêng này.

### Ohsawa

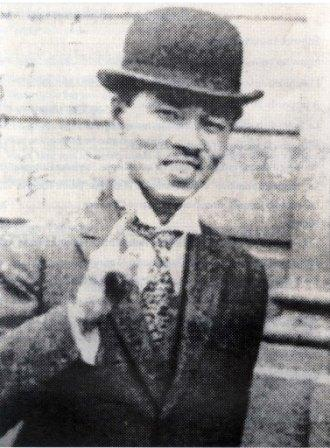
G.Ohsawa

## Nền tảng

Chế độ ăn uống thực dưỡng dựa trên khái niệm cân bằng Âm dương.

### Thực phẩm

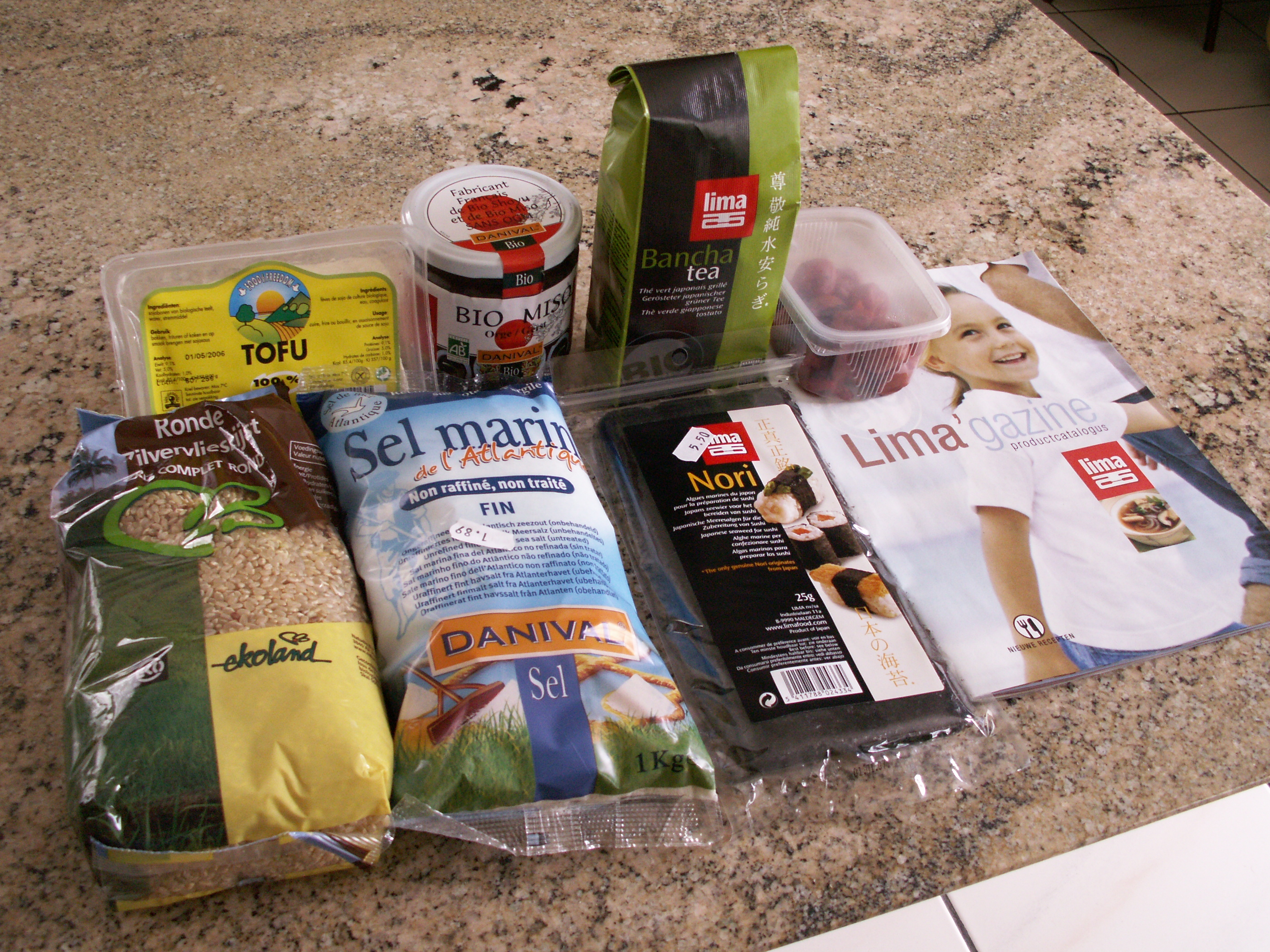
Một số nguyên liệu cơ bản của thực dưỡng

## Lịch sử